# Do Nothing till You Hear from Me
Do Nothing till You Hear from Me é o primeiro álbum de estúdio da banda inglesa The Mute Gods. O conglomerado foi lançado em 22 de janeiro de 2016, através da InsideOut Music.

## Ingresso
Nick Beggs, vocalista do grupo, passou a reunir artistas para um projeto conjunto depois de uma sugestão conchavada por Thomas Waber, da gravadora Inside Out.
Em 2014, Beggs contatou Roger King, com quem já havia trabalhado na banda de Steve Hackett por vários anos, anunciando que King integraria a futura junta. Consonantemente à proposta, efetuou-se o consentimento de King. Beggs também induziu ao serviço o baterista Marco Minnemann, com quem já frequentara uma turnê, na banda-solo de Steven Wilson. Beggs relatou a criação de seu novo grupo, The Mute Gods, em agosto de 2015, e, dois meses após, revelou que seu álbum inceptivo, Do Nothing till You Hear from Me, seria desferido em janeiro de 2016, tendo suas composições laboradas, majoritariamente, no ano de 2014. Minnemann, que participa da maioria das trilhas do álbum, contribuiu para com alguns trechos de guitarra, bem como à modelagem sonora e bateria. Nicholas D'Virgilio e Gary O'Toole também são ilustrados durante faixas, como bateristas extrínsecos.
Em novembro de 2015, a banda compartilhou dois clipes para a faixa-título do álbum. Um está sob o estilo 'usual', enquanto o outro concerne a um vídeo em 360 graus, dirigido pela Crystal Spotlight. A duas semanas do prazo programado para a postagem absoluta, um vídeo para Feed the Troll foi também publicado. Um clipe para Father Daughter, por adicional, foi divulgado em 22 de janeiro, data atinente ao lançamento do álbum.
Dois vídeos para promoção foram liberados ulteriormente, ainda em 2016, remontando às trilhas Praying To A Mute God e Night School for Idiots, ordenadamente.

## Instilação
Beggs descreveu o engajamento como "um discurso bastante descontente com a distopia que criamos para nós e nossos filhos".  Fortuitamente declara que "as pessoas neste mundo que deveriam ser atendidas são, frequentemente, silenciadas", e que "a voz da razão parece anarquicamente quieta na face de tanta desinformação na mídia".
A faixa-título foi inspirada pelo ex-presidente dos Estados Unidos Dwight D. Eisenhower, através de seu aviso no que franqueia a alçaprema do complexo militar-industrial, e, pluralmente, pelo geólogo Phil Schneider, que fez várias alegações sobre OVNIs na década de 1990, antes de morrer sob circunstâncias misteriosas. Para Beggs, o título "sintetiza minha visão ante a religião".
Beggs também realça as trilhas "Swimming Horses" e "Feed the Troll". A primeiro é como "um aviso sobre a passagem do tempo e o aumento das marés", e a segunda, como o título sugere, alude a trolls, descritos por Beggs como pessoas "que têm muito tempo em suas mãos".
O álbum é dedicado ao falecido baixista do Yes, Chris Squire.

## Lista de faixas
Todas as músicas compostas por Nick Beggs, salvo indicação em oposto.
| N.º            | Título                             | Duração |  |
| 1.             | "Do Nothing till You Hear from Me" | 7:45    |  |
| 2.             | "Praying to a Mute God"            | 5:06    |  |
| 3.             | "Night School for Idiots"          | 6:00    |  |
| 4.             | "Feed the Troll"                   | 4:55    |  |
| 5.             | "Your Dark Ideas"                  | 4:41    |  |
| 6.             | "Last Man on Earth" (faixa bônus)  | 5:30    |  |
| 7.             | "In the Cross-Hairs"               | 3:18    |  |
| 8.             | "Strange Relationship"             | 6:10    |  |
| 9.             | "Swimming Horses"                  | 7:05    |  |
| 10.            | "Mavro Capelo" (faixa bônus)       | 5:10    |  |
| 11.            | "Father Daughter"                  | 4:09    |  |
| Duração total: | Duração total:                     | 59:49   |  |

## Pessoal
Adaptado das notas de capa de Do Nothing till You Hear from Me.
The Mute Gods
- Nick Beggs - vocais precípuos (faixas 1 a 11), baixo (faixas 1 a 10), Chapman stick (faixas 2, 5, 7, 10 e 11), guitarras (faixas 1 a 3, 5, 7, 8 e 9), teclado (faixas 1 a 5 e 7 a 10), programação (faixas 1 a 5 e 7 a 10), produção executiva
- Roger King - guitarras (faixas 1 a 7, 10 e 11), teclado (faixas 1 a 7, 10 e 11), programação (faixas 1 a 5, 7 e 10), vocais de apoio (faixas 2 e 5), Mixagem (faixas 1 a 7, 10 e 11)
- Marco Minnemann - bateria (faixas 1 a 7, 10 e 11), percussão adicional (faixa 1), guitarras (faixas 1 e 2), piano (faixa 2)

Pessoal adicional
- Glenn Kelly - gravação de vozes gentílicas (faixa 1)
- Adel Ekladios - voz arábica (faixa 1)
- Kevin Tang - voz em mandarim (faixa 1)
- Ricky Wilde - vocais de apoio, teclados, programação, guitarras (todos nas faixas 6 e 11)
- Frank van Bogaert - vocais de apoio (faixas 8 e 9), piano (faixa 8), teclados (faixas 8 e 9), órgão Hammond (faixa 9), mixagem (faixas 8 e 9)
- Gary O'Toole - bateria (faixa 8)
- Nick D'Virgilio - bateria, guitarras, teclados (todos na faixa 9)
- Rob Reed - guitarras, teclados (todos na faixa 9)
- Adam Holzman - teclados, programação (todos na faixa 10)
- Lula Beggs - vocais, FX (todos na faixa 11)